# Crassula decumbens
Crassula decumbens är en fetbladsväxtart som beskrevs av Carl Peter Thunberg. Crassula decumbens ingår i släktet krassulor, och familjen fetbladsväxter. Utöver nominatformen finns också underarten C. d. brachyphylla.